# 上橋菜穂子
上橋 菜穂子（うえはし なほこ、1962年〈昭和37年〉 - ）は、日本の児童文学作家、ファンタジー作家、SF作家、文化人類学者。日本児童文学者協会会員。日本文化人類学会 および日本文藝家協会 各会員。東京都生まれ。父は洋画家の上橋薫。
川崎市立井田小学校卒業後、香蘭女学校中学校・高等学校 を経て、立教大学文学部史学科卒業、1993年同大学院博士課程（後期課程）単位取得退学。2007年に「ヤマジー : ある「地方のアボリジニ」のエスニック・アイデンティティの明確化と維持について」で立教大学で博士（文学）の学位を取得。女子栄養大学助手、武蔵野女子短期大学（→武蔵野女子大学短期大学部を経て現・武蔵野大学）非常勤講師、川村学園女子大学講師、助教授、同大学児童教育学科教授、2012年10月には、特任教授として教育学部児童教育学科で児童文学を担当している。
代表的な著作は、『精霊の守り人』（偕成社、1996年7月、ISBN 4-03-540150-1）および『鹿の王』（KADOKAWA、2014年9月、上巻ISBN 978-4-04-101888-0＋下巻ISBN 978-4-04-101889-7）である（2024年時点）。

## 経歴
幼少の頃から父方の祖母から、多くの民話を聞いて成長する。両親は多くの本を読んでくれ、母からは『モモちゃんとプー』、『もじゃもじゃペーター』、父からは『西遊記』、『水滸伝』。初めて自分で選んだ本は『王様の剣』だった。多くの物語を読むとともに幼い時から物語を作ることを目指していた。
母方の祖母の家が野尻湖にあったが、小学校5、6年の自由研究で、野尻湖でのナウマンゾウとヤベオオツノジカの化石発見について文章を書く。野尻の山で木の葉の化石や、手の跡のある縄文土器を見つけ、生き物はいずれ死んで物だけが残る寂しさを感じる。
武術経験もあり、古武道を習っていたこともある。
東京都品川区の香蘭女学校で中高一貫教育を受ける。中学生になると海外のファンタジーを読むようになり、ローズマリー・サトクリフの歴史小説に最も大きな衝撃を受け（一番衝撃を受けた作品は『運命の騎士』）、一定の読書傾向ができる。高校時代にはトールキンの『指輪物語』に夢中になった。高校生のとき英国へ21日間学習旅行に行き、児童文学作家のルーシー・M・ボストンを訪問し古い英国の屋敷と生活を知る。文化人類学者シオドーラ・クローバー『イシ 二つの世界を生きたインディアンの物語』を読み、白人の中での先住民の孤立に衝撃を受ける。高校2年の文化祭で原作・脚本・出演の西欧中世悲劇『双子星座』を自主上演、在学中に何度か同級生となった片桐はいりの初舞台ともなる。同学年で旺文社の文芸コンクールで『天の槍』を書き佳作となる。手塚治虫や萩尾望都などの漫画を読んでおり、高校3年では漫画家になろうとしていたが、結局は作家を目指す。
大学は史学科だったが、山口昌男『アフリカの神話的世界』でアフリカ神話に衝撃を受け、文化人類学を学び、大学院に進む。高校か大学の頃にパトリシア・ライトソンのアボリジニを題材にしたファンタジー『星に叫ぶ岩ナルガン』（The Nargun and the Stars）に出会い惚れ込む。アボリジニの研究のために訪れたオーストラリアで、インターンシップとして小学校で日本文化を教えたのをはじめに、長年にわたりフィールドワークを行い食事や労働を共にした。この経験は小説の作風にも大きな影響を及ぼしている。大学院まではアニメが大好きで、『伝説巨神イデオン』や『風の谷のナウシカ』などのファンだったが、フィールドワークが忙しくなり観なくなる。
1989年『精霊の木』で児童文学作家としてデビューする。トールキンがヨーロッパをベースに中つ国を創造したように、東洋、中央アジアをベースにしたファンタジーを書きたいという思いから、日本を舞台に『月の森に、カミよ眠れ』（1991年）を執筆、1992年に日本児童文学者協会新人賞を受賞し、同時期の荻原規子やたつみや章と並んで日本古代を題材とした日本的ファンタジーの書き手として注目を浴びる。
1996年『精霊の守り人』で独自の異世界を舞台にした女用心棒を主人公にしたハイ・ファンタジー作品を発表する。同作で、野間児童文芸新人賞・産経児童出版文化賞ニッポン放送賞を受賞する。2008年6月には、英訳も出版された。以後、『守り人シリーズ』として書き継いでいくことになる。『守り人シリーズ』は中央アジアの民俗の見聞が大きいと述べている。『闇の守り人』で第40回日本児童文学者協会賞、2002年には『守り人シリーズ』で第25回巖谷小波文芸賞を受賞する。『神の守り人』で小学館児童出版文化賞を受賞する。
また再び古い日本を舞台にした『狐笛のかなた』で野間児童文芸賞受賞、産経児童出版文化賞推薦作品となる。
近年（2007年時点）、押井守監督のアニメ映画『GHOST IN THE SHELL / 攻殻機動隊』をテレビで見て高く評価し、その後、神山健治が監督するテレビシリーズ『攻殻機動隊　STAND　ALONE　COMPLEX』を視聴しハマる。後にアニメ化された『精霊の守り人』の監督も偶然同じ神山健治だったという。
2012年5月設立の河合隼雄物語賞の選考委員となる。
2020年4月3日、我孫子市名誉市民に決定。
『精霊の守り人』、『獣の奏者』（アニメ番組名『獣の奏者エリン』）のアニメ化の際は企画段階から監修者として参加。『獣の奏者』では、この時の製作者側の詳細な質問に答える中で、主人公が再度自分の中で動き出すとともに物語に謎と続きがあることが分かり、『III 探求編』と『IV 完結編』が生まれた。

## 人物・創作
物語を書くときは、最初は断片的なイメージ「物語の玉」から始まり、これがつながり合い、どんどん次の場面が浮かび物語ができていく。ラストのイメージがない時は怖くて書き出せないが、最初に思い浮かんだそのラストも書き進めていくうちに変わってしまうと述べている。
荻原規子の勾玉三部作やJ・K・ローリングのハリーポッター以前は、児童文学では長い作品の出版は難しかった。そのため文章を短く書かなければという気持ちが強く、文章やエピソードをそぎ落として書いていた。情景や食べ物の描写がつい長くなってしまうが、そういったものを削る文章の修行になった。
ネットでは自分の作品が、荻原規子がエンデを分類していた「思考型」にされていたことがあるが、これは違うと思うという。端的に表現できないからこそ長々と書くのであり、要約できそうな作品は評論しやすく、批評家受けはいいが、自分の好きな物語ではないとしている。描かれた世界に入っていけそうなイギリスのファンタジーを好む。逆にミヒャエル・エンデなどの、作品を読んでいると作者自身と鉢合わせてしまうようなドイツの観念的なファンタジーが苦手であり、子供の頃から物語を理屈や思想に奉仕させてはいけないと思っていた。
文化人類学を志したきっかけとして、「自分が生きている世界を知りたいという気持ち」「異なる文化を持った人たちがコミュニケーションをするときに、経済以外のファクターというのは、なんなのだろうかというのがある」と述べている。
国同士の駆け引きが好きで、国同士、為政者と民の関係など、「いろんな関係性の網の目の中で物事が動いていく、その瞬間をとらえたいというのがある」という。広い意味での「政治」を描くことは大事だが、政治だけの話だと感じられるようなものは自分の好きな「物語」ではない、もう一つ別の層が必要だと語っている。
自身の研究対象であるアボリジニについては、物語にしたくないと感じるという。世界が二つあり互いにつながり影響し合うという自作の世界観はアボリジニの世界観に近いものあり、影響があるかもしれないが、アボリジニの文化は彼ら自身の商品ともいえるもので、外部の人間が手を付けることは搾取になることや、距離感がつかめず書き方が分からないことから、アボリジニ的なものは意識して外していると述べている。
運動が苦手なのに、昔から滾るような激しい暴力衝動があり、高校生の頃は体育準備室のマットを殴り手を青あざだらけにしていた。武器が好きだったり作品に戦闘シーンが多いのはそのせいで、もし運動ができて発散できていたら、これほどこういったシーンが書きたいと思わなかったと思う、と述べている。
文化人類学者の親（アルフレッド・L・クローバー、シオドーラ・クローバー）を持つアーシュラ・K・ル＝グウィンの著作を愛するとともに、縁を感じる旨を表明している。
ファンとの交流を大切にしており、サイン会・講演会なども頻繁に行う。

## 文学賞受賞歴・候補歴等
- 1992年『月の森に、カミよ眠れ』- 日本児童文学者協会新人賞
- 1996年『精霊の守り人』- 第34回野間児童文芸新人賞
  - 1997年 第44回産経児童出版文化賞ニッポン放送賞
- 2000年『闇の守り人』- 第40回日本児童文学者協会賞
- 2002年『守り人シリーズ』- 第25回巖谷小波文芸賞
- 2003年『神の守り人 来訪編、帰還編』- 第52回小学館児童出版文化賞
- 2004年『狐笛のかなた』- 第42回野間児童文芸賞、第51回 産経児童出版文化賞推薦作品
- 2009年『Moribito: Guardian of the Spirit』（『精霊の守り人』英訳版）- The Batchelder Award。
- 2014年3月24日 - 国際アンデルセン賞作家賞[14][15][16]
- 2015年『鹿の王』 - 第4回日本医療小説大賞（主催・日本医師会）[17]
- 2015年『鹿の王』 - 第12回本屋大賞[18]
- 2020年『獣の奏者』 - マイケル・L・プリンツ賞（銀賞:honor）[19]
- 2020年6月22日 - 第15回日本文化人類学会賞[20]
- 2023年『守り人シリーズ』- 第8回吉川英治文庫賞
- 2024年10月9日 - 第72回菊池寛賞[21]

## 著作

### 守り人シリーズ
- 『精霊の守り人』
  - 初版（偕成社、1996年7月、ISBN 978-4-03-540150-6） - 挿絵は二木真希子が担当。
  - 軽装版（偕成社、2006年11月、ISBN 978-4-03-750020-7）
  - 文庫版（新潮社、2007年3月、ISBN 978-4-10-130272-0）
- 『闇の守り人』
  - 初版（偕成社、1999年1月、ISBN 978-4-03-540210-7） - 挿絵は二木真希子が担当。
  - 軽装版（偕成社、2006年11月、ISBN 978-4-03-750030-6）
  - 文庫版（新潮社、2007年6月、ISBN 978-4-10-1302737）
- 『夢の守り人』
  - 初版（偕成社、2000年5月、ISBN 978-4-03-540230-5） - 挿絵は二木真希子が担当。
  - 軽装版（偕成社、2007年7月、ISBN 978-4-03-750040-5）
  - 文庫版（新潮社、2007年12月、ISBN 978-4-10-130273-7）
- 『虚空の旅人』
  - 初版（偕成社、2001年7月、ISBN 978-4-03-540270-1） - 挿絵は佐竹美保が担当。
  - 軽装版（偕成社、2007年9月、ISBN 978-4-03-750050-4）
  - 文庫版（新潮社、2008年7月、ISBN 978-4-10-130275-1）
- 『神の守り人 <上> 来訪編』
  - 初版（偕成社、2003年1月、ISBN 978-4-03-540280-0） - 挿絵は二木真希子が担当。
  - 軽装版（偕成社、2008年2月、ISBN 978-4-03-750060-3）
  - 文庫版（新潮社、2009年8月、ISBN 978-4-10-130276-8）
- 『神の守り人 <下> 帰還編』
  - 初版（偕成社、2003年1月、ISBN 978-4-03-540290-9） - 挿絵は二木真希子が担当。
  - 軽装版（偕成社、2008年2月、ISBN 978-4-03-750070-2）
  - 文庫版（新潮社、2009年8月、ISBN 978-4-10-130277-5）
- 『蒼路の旅人』
  - 初版（偕成社、2005年4月、ISBN 978-4-03-540310-4） - 挿絵は佐竹美保が担当。
  - 軽装版（偕成社、2008年7月、ISBN 978-4-03-750080-1）
  - 文庫版（新潮社、2010年8月、ISBN 978-4-10-130279-9）
- 『天と地の守り人 <第1部> ロタ王国編』
  - 初版（偕成社、2006年11月、ISBN 978-4-03-540320-3） - 挿絵は二木真希子が担当。
  - 軽装版（偕成社、2008年9月、ISBN 978-4-03-750090-0）
  - 文庫版（新潮社、2011年5月、ISBN 978-4-10-130280-5）
- 『天と地の守り人 <第2部> カンバル王国編』
  - 初版（偕成社、2007年1月、ISBN 978-4-03-540330-2） - 挿絵は二木真希子が担当。
  - 軽装版（偕成社、2008年11月、ISBN 978-4-03-750100-6）
  - 文庫版（新潮社、2011年5月、ISBN 978-4-10-130281-2）
- 『天と地の守り人 <第3部> 新ヨゴ皇国編』
  - 初版（偕成社、2007年2月、ISBN 978-4-03-540340-1） - 挿絵は二木真希子が担当。
  - 軽装版（偕成社、2009年1月、ISBN 978-4-03-750110-5）
  - 文庫版（新潮社、2011年5月、ISBN 978-4-10-130282-9）
- 『流れ行く者 守り人短篇集』
  - 初版（偕成社、2008年4月、ISBN 978-4-03-540360-9） - 挿絵は二木真希子が担当。
  - 軽装版（偕成社、2011年5月、ISBN 978-4-03-750130-3）
  - 文庫版（新潮社、2013年8月、ISBN 978-4-10-130283-6）
- 『＜守り人＞のすべて 守り人シリーズ完全ガイド』- 短編『春の光』が収載
  - 初版（偕成社、2011年6月、ISBN 978-4-03-750140-2）
  - 増補改訂版（偕成社、ISBN 978-4-03-750160-0）
- 『炎路を行く者 -守り人作品集-』
  - 初版（偕成社、2012年1月、ISBN 978-4-03-540380-7） - 挿絵は二木真希子と佐竹美保が担当。
  - 軽装版（偕成社、2014年11月、ISBN 978-4-03-750150-1）
  - 文庫版（新潮社、2016年12月、ISBN 978-4-10-130284-3）
- 『風と行く者:守り人外伝』
  - 初版（偕成社、2018年11月、ISBN 978-4-03-540550-4）挿絵は佐竹美保が担当。
  - 軽装版（偕成社、2018年11月、ISBN 978-4-03-750200-3）
  - 文庫版（新潮社、2022年8月、ISBN 978-4-10-130285-0）

### 獣の奏者
単行本・文庫・青い鳥文庫・電子書籍の4形態で出版されている。紙媒体は全て講談社から発売。
単行本版の装画は浅野隆広、装丁は坂川栄治+田中久子(坂川事務所)。文庫本版の装画は原島順、装丁は樋口真嗣。
- 『I 闘蛇編』
  - 単行本版（2006年11月21日、ISBN 978-4-06-213700-3）
  - 文庫版（2009年8月、ISBN 978-4-06-276446-9）
- 『II 王獣編』
  - 単行本版（2006年11月21日、ISBN 978-4-06-213701-0）
  - 文庫版（2009年8月、ISBN 978-4-06-276447-6）
- 『III 探求編』
  - 単行本版（2009年8月11日、ISBN 978-4-06-215632-5）
  - 文庫版（2012年8月、ISBN 978-4-06-277344-7）
- 『IV 完結編』
  - 単行本版（2009年8月11日、ISBN 978-4-06-215633-2）
  - 文庫版（2012年8月、ISBN 978-4-06-277345-4）
- 『獣の奏者 外伝 刹那』
  - 単行本版（2010年9月7日、ISBN 978-4-06-216439-9）
  - 文庫版（2013年10月16日、ISBN 978-4-06-277660-8） - 短編「綿毛」加筆収録

分冊
青い鳥文庫が発売。『I 闘蛇編』『II 王獣編』『III 探求編』『IV 完結編』の内容をそれぞれ2巻ずつ8冊に分冊。
<1 - 4><5 - 8>をそれぞれ2ヶ月間隔で刊行した。
挿絵は武本糸会が担当。
- 『獣の奏者 <1>』（闘蛇編 上）（2008年11月14日、ISBN 978-4-06-285056-8）
- 『獣の奏者 <2>』（闘蛇編 下）（2009年1月15日、ISBN 978-4-06-285069-8）
- 『獣の奏者 <3>』（王獣編 上）（2009年3月15日、ISBN 978-4-06-285076-6）
- 『獣の奏者 <4>』（王獣編 下）（2009年5月15日、ISBN 978-4-06-285092-6）
- 『獣の奏者 <5>』（探求編 上）（2011年4月15日、ISBN 978-4-06-285210-4）
- 『獣の奏者 <6>』（探求編 下）（2011年6月10日、ISBN 978-4-06-285219-7）
- 『獣の奏者 <7>』（完結編 上）（2011年8月12日、ISBN 978-4-06-285223-4）
- 『獣の奏者 <8>』（完結編 下）（2011年10月9日、ISBN 978-4-06-285249-4）

電子書籍版
iOSアプリ形式
『I 闘蛇編』の序章のみ試読可能な"ガワ"をインストール後、アプリ内で各巻を購入・ダウンロードするカートリッジ方式。
2013年5月現在、『I 闘蛇編』『II 王獣編』のみ購入可能。
ePub形式 (iBookstore)
2013年3月より、I - IV巻の一斉取り扱い開始。
ドットブック形式（Windows・iOS・Andriod対応）
2012年10月現在、電子文庫パブリほかにて『IV完結編』まで購入可能。

### 鹿の王
全てKADOKAWAから発売。
- 『鹿の王 (上) 生き残った者』
  - 単行本版（2014年9月 ISBN 978-4-04-101888-0）
- 『鹿の王 (下) 還って行く者』
  - 単行本版（2014年9月 ISBN 978-4-04-101889-7）
- 『鹿の王 水底の橋』
  - 単行本版（2019年6月 ISBN 978-4-04-107118-2）
  - 文庫版（2020年6月、ISBN 978-4-04-109292-7）

分冊
角川文庫（文庫版）と角川つばさ文庫（新書版）が発売。『(上) 生き残った者』『 (下) 還って行く者』の内容をそれぞれ2巻ずつ4冊に分冊。
角川文庫版は2巻ずつ同時発売で、2ヶ月連続刊行された。『水底の橋』は分冊化されていないため、上記に記載。
角川つばさ文庫版の挿絵はHACCANが担当。
- 『鹿の王 <1>』（ (上) 生き残った者 上）
  - 文庫版（2017年6月、ISBN 978-4-04-105489-5）
  - 新書版（2018年12月、ISBN 978-4-04-631833-6）
- 『鹿の王 <2>』（ (上) 生き残った者 下）
  - 文庫版（2017年6月、ISBN 978-4-04-105508-3）
  - 新書版（2019年2月、ISBN 978-4-04-631834-3）
- 『鹿の王 <3>』（(下) 還って行く者 上）
  - 文庫版（2017年7月、ISBN 978-4-04-105509-0）
  - 新書版（2020年5月、ISBN 978-4-04-631835-0）
- 『鹿の王 <4>』（(下) 還って行く者 下）
  - 文庫版（2017年7月、ISBN 978-4-04-105510-6）
  - 新書版（2020年8月、ISBN 978-4-04-631836-7）

### 香君
文藝春秋から発売。
- 『香君 (上) 西からきた少女』
  - 単行本版（2022年3月24日、ISBN 978-4-16-391515-9）
- 『香君 (下) 遥かな道』
  - 単行本版（2022年3月24日、ISBN 978-4-16-391516-6）

### 単発作品
- 『精霊の木』（偕成社）※デビュー作
  - 初版（1989年、ISBN 978-4-03-720780-9） - 現在は絶版。絵は金成泰三が担当。
  - 改訂新版（2004年、ISBN 978-4-03-744150-0） - 絵は二木真希子が担当。
- 『月の森に、カミよ眠れ』（偕成社）
  - 初版（1991年、ISBN 978-4-03-720810-3） - 現在は絶版。挿絵：金成泰三、表紙絵：上橋薫
  - 新版（2000年、ISBN 978-4-03-652430-3） - 挿絵・表紙絵：篠崎正喜
  - 所収『カミとヒトの世のころ』 シリーズ「心」の子ども文学館 第2期 13: 歴史を旅する 日本児童文学者協会 編 日本図書センター, 1998.3.ISBN 4-8205-9929-1
- 『狐笛のかなた』
  - 初版（理論社、2003年、ISBN 978-4-652-07734-4）
  - 文庫版（新潮社、2006年、ISBN 978-4-10-130271-3）

### エッセイ・論文他
- 『隣のアボリジニ 小さな町に暮らす先住民』（筑摩書房 2000年5月 ISBN 4-480-04237-7→ちくま文庫 2010年9月 ISBN 978-4-480-42727-4）
- 『歴史の狭間を生きたアボリジニの老人たち』老いの人類学（青柳まちこ 編 世界思想社 2004年3月 ISBN 4-7907-1042-4）
- 『アボリジニの過去と現在 アボリジニ政策について』オーストラリアのマイノリティ研究（早稲田大学オーストラリア研究所 編 オセアニア出版社 2005年3月 ISBN 4-87203-092-3）
- 『ヤマジー: ある「地方のアボリジニ」のエスニック・アイデンティティの明確化と維持について』（立教大学 平成19年9月30日 博士論文）
- 『シリーズもっと知りたい名作の世界 指輪物語』（成瀬俊一 編著 ミネルヴァ書房 2007年10月 ISBN 978-4-623-04544-0）
  - 「『指輪物語』を今どう読むか. 大シャーマンの旅の跡」を収録
- 『縁日の夜』夏ものがたり (偕成社 2008年6月 ISBN 978-4-03-539320-7)
- 『物語が立ち昇る瞬間に立ち会う喜び』 児玉清の「あの作家に会いたい」: 人と作品をめぐる25の対話（PHP研究所 2009年7月 ISBN 978-4-569-77004-8）
- 『都市アボリジニの先住民文化観光』「先住民」とはだれか（世界思想社 2009年11月 ISBN 978-4-7907-1438-5）
- 『バルサの食卓』 チーム北海道 共著（新潮文庫 2009年8月 ISBN 978-4-10-130278-2）
- 『時を越えていくアニメ『精霊の守り人』と『獣の奏者エリン』日本映画は生きている 第6巻（アニメは越境する）（岩波書店, 2010年7月 ISBN 978-4-00-028396-0）
- 『歩いてきた道』 アイヌ文化で育てあう日々（札幌大学ウレシパクラブ 編 かりん舎 2013年7月 ISBN 978-4-902591-17-0）
- 『物語ること、生きること』（講談社 2013年10月 ISBN 978-4-06-218568-4）インタビュー・構成・文：瀧晴巳
- 『彼方へ馳せる』 『ジブリの教科書2 天空の城ラピュタ (文春ジブリ文庫)』 (スタジオジブリ編、文春文庫 文藝春秋 2013年5月 ISBN 978-4-16-812001-5) 「作品の背景を読み解く」10名との共著
- 『手足の先に、あったもの』『ベスト・エッセイ2014』収載エッセイ (日本文藝家協会 編、光村図書出版 2014年6月 ISBN 978-4-89528-737-1)
- 『明日は、いずこの空の下』（講談社 2014年9月 ISBN 978-4-06-219088-6）
- 『三人寄れば、物語のことを』（青土社 2014年12月 ISBN 978-4-7917-6836-3）荻原規子、佐藤多佳子との共著

## メディアミックス

### ラジオドラマ
- 『精霊の守り人（第11話から改題し『闇の守り人』）』（NHKFM、「青春アドベンチャー」2006年8月7日 - 2007年4月27日、全20話）
- 『鹿の王 上 ―生き残った者―』（新刊JP、「新刊ラジオ」2014年9月25日）

### 漫画
- 『精霊の守り人』（作画：藤原カムイ、『月刊少年ガンガン』2007年4月号 - 2008年8月号、スクウェア・エニックス）
- 『ジン〜アニメ精霊の守り人外伝〜』（漫画：麻生我等、脚本：中江美紀、『ヤングガンガン』2008年9号 - 17号、スクウェア・エニックス）
- 『獣の奏者』（作画：武本糸会、『月刊少年シリウス』2008年12月号 - 2016年3月号、講談社）
- 『闇の守り人』（作画：結布、『Nemuki+』2014年9月号 - 2018年1月号、朝日新聞出版）
- 『鹿の王 ユナと約束の旅』（漫画：関口太郎、翻案：「鹿の王」製作委員会、『ヤングエースUP』2021年7月下旬、KADOKAWA）

### アニメ
- 『精霊の守り人』（NHK-BS2、2007年4月7日 - 9月29日、全26話）
- 『獣の奏者エリン』（NHK教育テレビ、2009年1月10日 - 2009年12月26日、全50話）
- 『鹿の王 ユナと約束の旅』（2021年9月10日）

### テレビドラマ
- 『精霊の守り人』（NHK総合テレビ、2016年3月19日 - 2018年1月27日、外伝含め全23回）

## 出演

### テレビ
- SWITCHインタビュー 達人達「上橋菜穂子×齊藤慶輔」[6]
- インタビュー ここから 児童文学作家・上橋菜穂子（2014年9月24日、NHK総合）
- 第66回NHK紅白歌合戦（2015年12月31日、NHK総合・ラジオ第1） - 審査員

## 関連文献
- 雑誌『ユリイカ』2007年6月号 特集＊上橋菜穂子〈守り人〉がひらく世界 青土社 対談「上橋菜穂子×荻原規子」、ISBN 978-4-7917-0162-9
- 『物語のかなた―上橋菜穂子の世界』（日本児童文化史叢書 44）藤本英二、久山社、2010年2月、ISBN 978-4-906563-35-7
- 『「守り人」のすべて 守り人シリーズ完全ガイド』2011年6月、偕成社、短編『春の光』所収 本人との対談：佐藤多佳子、翻訳家：平野キャシー、ISBN 978-4-03-750140-2
- インタビュー「見えない世界との交流を描く」『幻想文学58 特集 女性ファンタジスト2000』、幻想文学企画室 編集、アトリエOCTA、2000年